# سيرغي أربوزوف
سيرغي أربوزوف (بالأوكرانية: Сергій Геннадійович Арбузов)‏ مواليد 24 مارس 1976 في دونيتسك، الاتحاد السوفيتي هو النائب الأول لرئيس الوزراء الأوكراني الذي أصبح لاحقا رئيس الوزراء المؤقت بعد استقالة ميكولا أزاروف في 28 يناير 2014.